# 芝山鉄道線
芝山鉄道線（しばやまてつどうせん）は、千葉県成田市の東成田駅から千葉県山武郡芝山町の芝山千代田駅までを結ぶ芝山鉄道の鉄道路線である。芝山千代田駅付近を除き路線の大部分は成田国際空港の地下を走行する。駅ナンバリングで使われる路線記号はSR。

## 概要
路線の全長は2.2 kmで、普通旅客鉄道における1事業者の保有総延長としては日本最短である（詳細は「芝山鉄道#路線」を参照）。ただし、路線単位では当路線より短い路線は複数存在し、関東地方の普通鉄道では東武大師線、西武豊島線、京王競馬場線、京王動物園線などがある。京成電鉄東成田線と一体的に運行されており、線内完結列車の設定はない。
京成電鉄と直通運転する路線では唯一、ICカード「PASMO」等が使えない。そのため、交通系ICカードで芝山千代田駅へ乗り越した場合は、現金で精算後に渡される「PASMO・Suica処理連絡票」を各社の駅窓口に提出して処理を依頼する形になる。なお、2008年まで京成などで利用できたパスネットも同様に使えなかった。
全線が成田国際空港敷地内・隣接地内に所在しており、その関係で駅構内だけでなく、列車車内でも空港警備の一環として制服着用の警察官（千葉県警察成田国際空港警備隊）が常に乗車して警備していたが、現在は警乗は行われておらず、警備員による警備となっている。

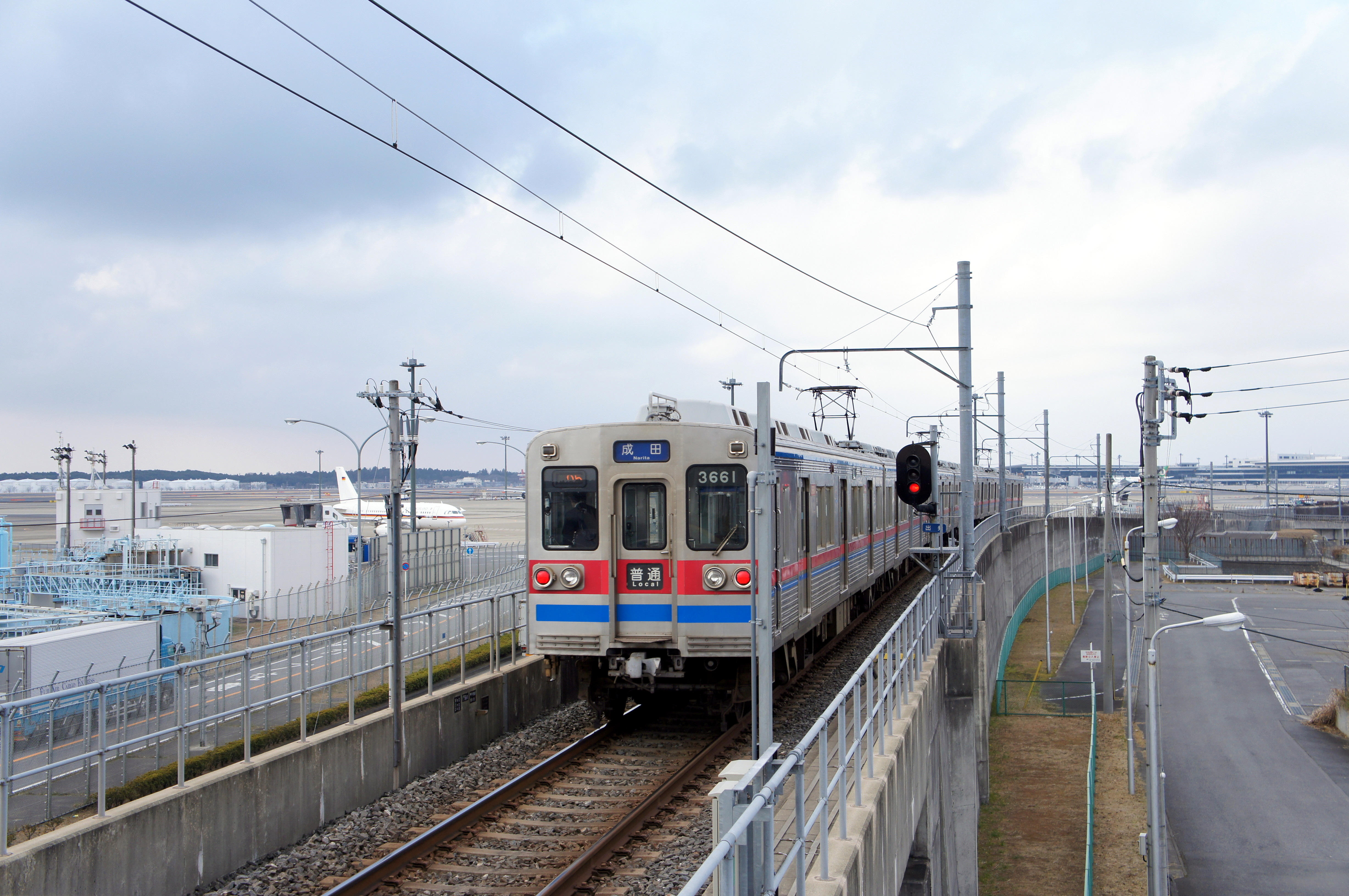
芝山鉄道線は成田国際空港隣接地を通る。
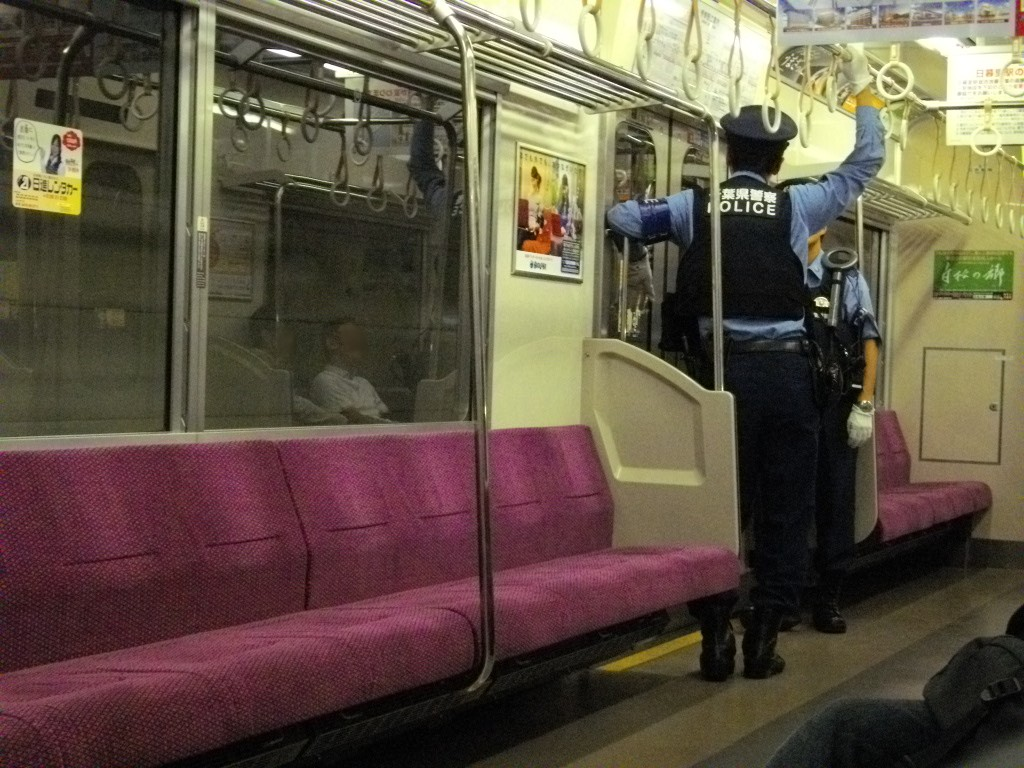
芝山鉄道線では警察官が必ず乗車し、警備にあたっていた。

### 路線データ
- 路線距離（営業キロ）：2.2 km
  - そのうち、1,295 mがトンネル部、橋梁90 m、両側補強盛土部281 m、駅部高架橋208 m[2]
- 軌間：1,435 mm （標準軌）[2]
- 複線区間：なし（全線単線）[2]
- 電化区間：全線（直流1,500 V）[2]
- 閉塞方式：自動閉塞式
- 保安装置：1号型ATS[3]

2009年度にC-ATSの導入に向けて京成電鉄と協議を行ったが、その後の動向は不明である。

## 運行形態
全列車が京成東成田線と相互直通運転を行っている。芝山鉄道に所属する乗務員はおらず、運転業務は京成に委託しており、東成田駅で乗務員交代は行われず京成の乗務員が芝山鉄道線内も乗務する。
ラッシュ時などには京成本線・押上線、都営地下鉄浅草線、京急本線・空港線との相互直通運転を行う。日中は40分サイクルで京成成田 - 芝山千代田間を1編成（4両）が往復する形となる。2022年（令和4年）11月26日より、日中の4両編成の列車ではワンマン運転を行っている。
所要時間は京成成田 - 芝山千代田間が約10分、東成田 - 芝山千代田間は約4分である。なお、東成田 - 芝山千代田間の成田市木の根付近では、空港反対派の敷地「木の根ペンション」を半径160メートルの急曲線で迂回しているため、35 km/h制限で運転しており、所要時間は当初予定より1分ほど長くなっている。
芝山千代田行き列車の行先表示は、京成・都営・京急線内において内外の旅客にわかりやすくするため「芝山千代田」ではなく「（東成田）芝山」となっている。京成成田駅方面から東成田駅に到着した後もこの表示のまま本路線に入り、芝山千代田駅まで運転される。一方、車内案内表示器や各駅の発車標ではそのような特殊な表示は行わない。
現行ダイヤでは快速特急、特急、通勤特急（上りのみ）、快速、普通が存在する。京成線・都営線・京急線直通列車は以下の運行パターンが存在する。
- 京成東成田線・京成本線方面
  - 芝山千代田駅 - 京成上野駅
    - 朝・夕を中心に運転されている。通勤特急は平日上りのみの運転となる。

  - 芝山千代田駅 - 京成津田沼駅（発のみ）、宗吾参道駅、京成成田駅
- 都営地下鉄浅草線・京急空港線方面
  - 芝山千代田駅 - 西馬込駅
    - 西馬込行きは平日朝に快速特急、平日夕夜間に快速が各1本運行されており、都営線内は普通で運転される。夕方から夜にかけて、特急と快速特急の芝山千代田行きも運行されている。

  - 芝山千代田駅 - 羽田空港第1・第2ターミナル駅
    - 芝山千代田行きのみ運転。京急線内は急行で運転され、京成線内及び都営線内は快速特急または特急で運転される。

平日ダイヤでは、通勤特急京成上野行き（8両編成）2本の最後部車両は女性専用車となっている。

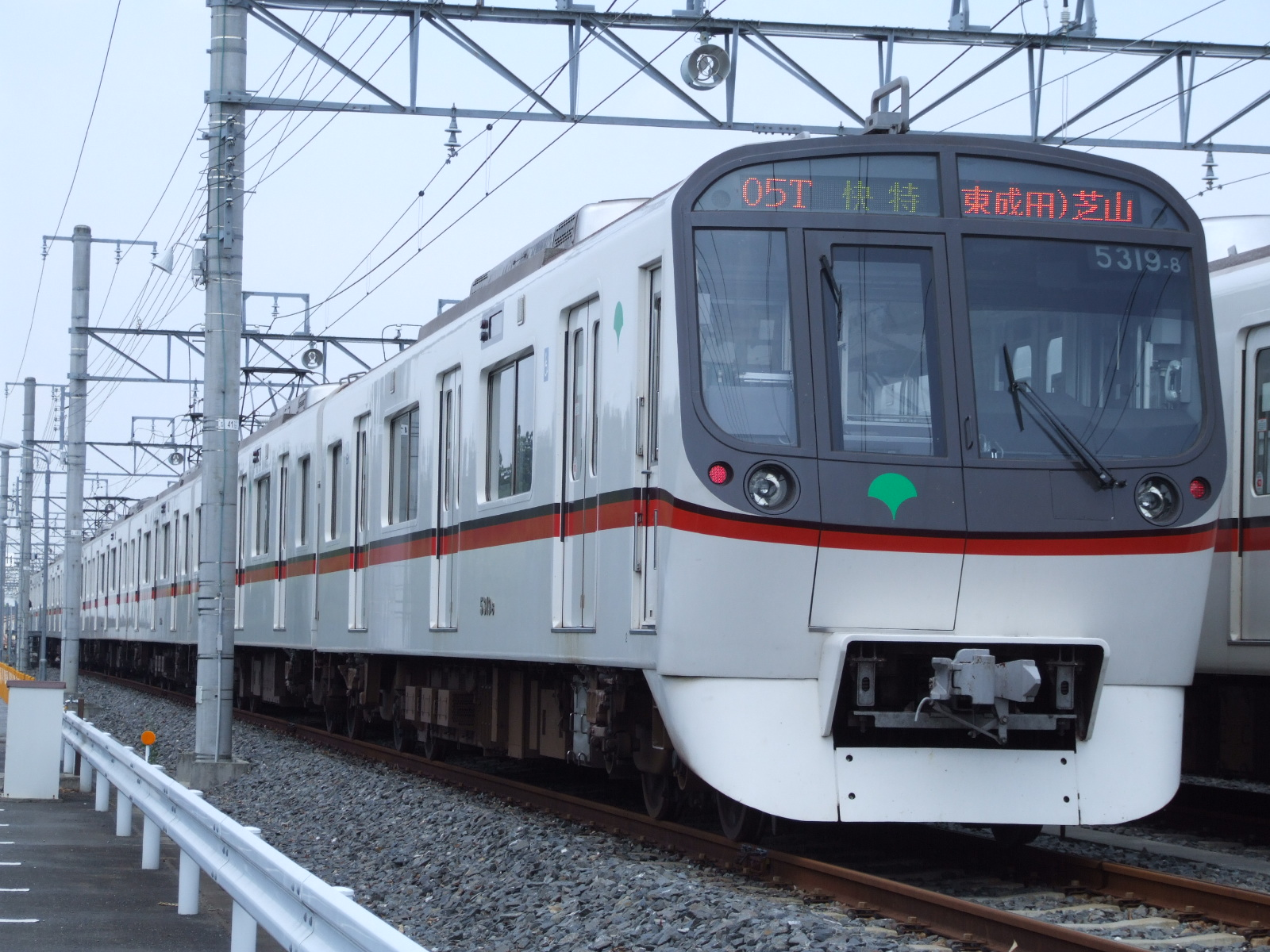
行先表示が「（東成田）芝山」となっている都営5300形
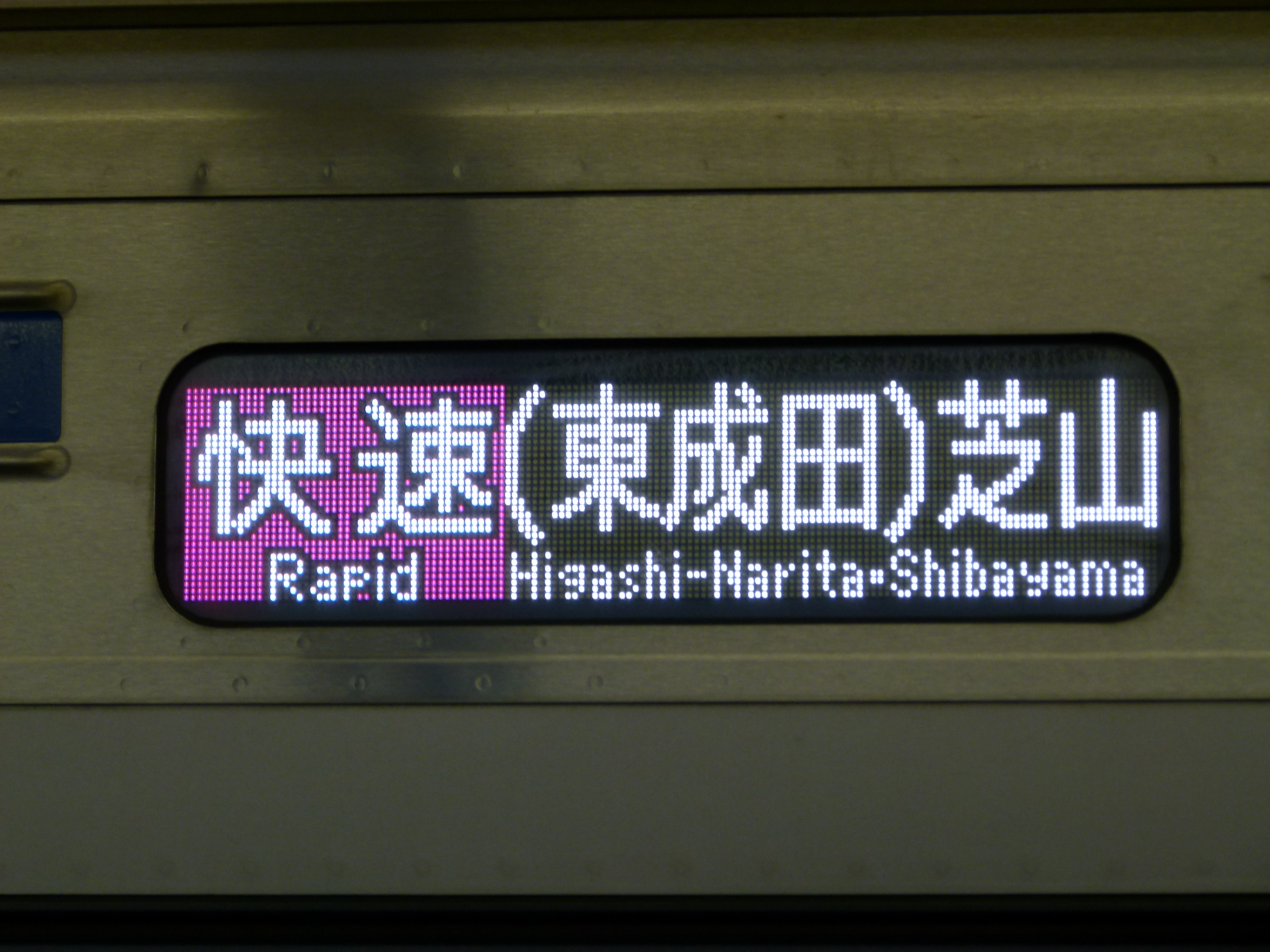
京成3700形の「快速（東成田）芝山」表示

## 車両
以下の自社所属車両のほか、京成電鉄の車両も運用される。芝山鉄道の車両運用は京成電鉄と共通のため、日によっては自社所属車両が自社線に一切入らない場合がある。東京都交通局の車両にも行先表示の用意があり、過去には乗り入れ運用があったが、2021年現在は通常ダイヤでは運用されていない。

### 現在の車両

#### 自社車両
- 3500形 - 2013年4月1日より京成電鉄からリースしている車両。従来の3600形3618編成（8両）に代わり、 3500形3540編成（4両）に変更された[8]。2022年のワンマン運転開始前、芝山鉄道線の4両編成の列車は平日午前中の数往復[注釈 2]のみであり、従って自社線を走行する機会は平日午前中の数往復に限られていた。しかし、2022年にワンマン運転が開始されると、平日と休日の日中において全ての列車が4両編成となり、自社線を走行する機会が大幅に増加した。

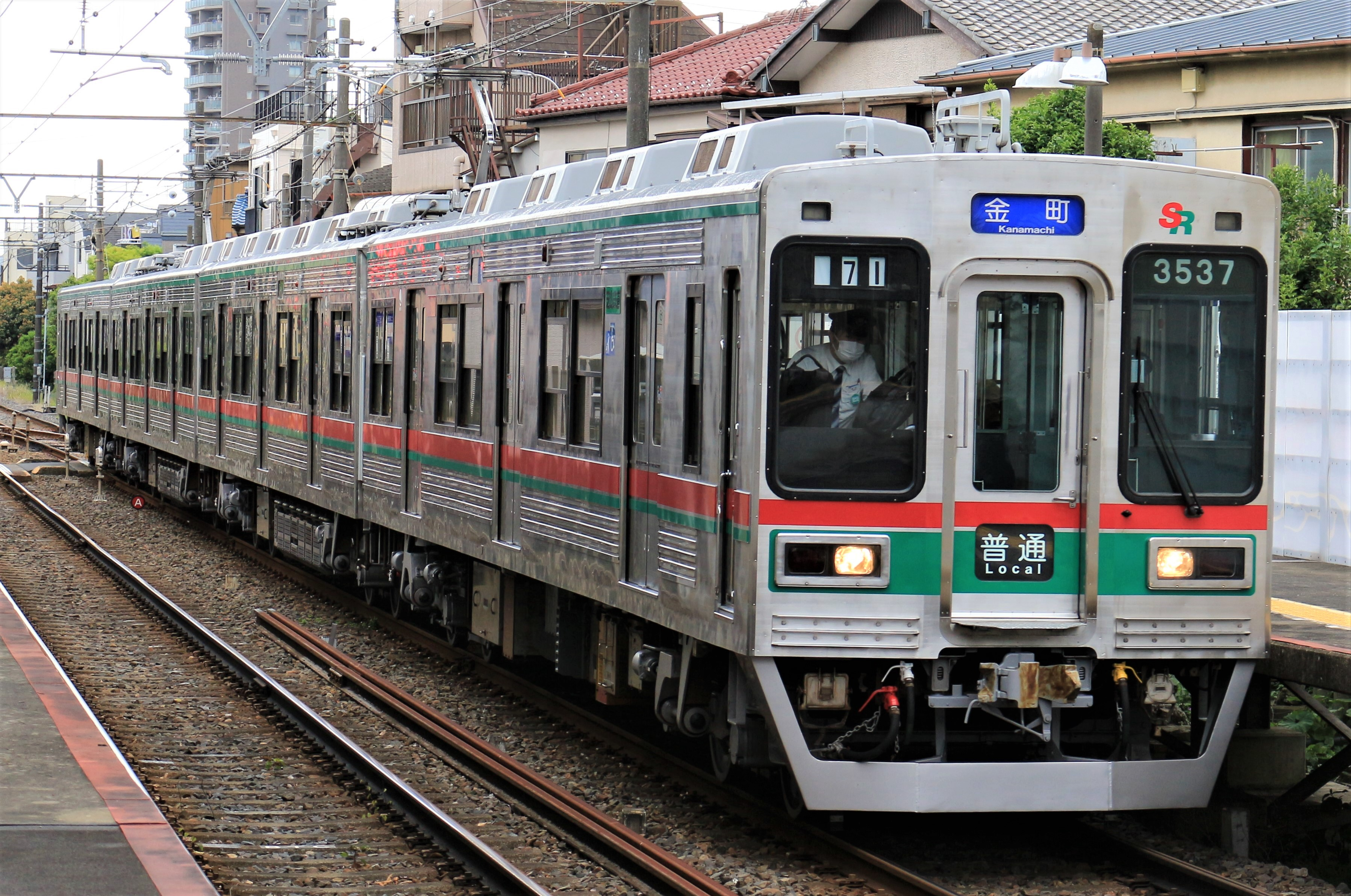
3500形（帯色変更後）

### 過去の車両

#### 他事業者の車両
- 3600形 - 2002年10月27日の開業時から2013年3月31日まで京成電鉄から3600形をリースしていた。先頭車が電動車ではなく付随車であることから、先頭車両は電動車と取り決めている京急線には直通しなかった。当時、日中の芝山鉄道線は京成車4両編成か6両編成での運行のため、8両編成でかつ京急線に入線できないこの車両は京成上野 - 成田空港間や京成佐倉 - 都営浅草線西馬込間を往復する運用が多く、自社線を走行するのは朝夕に限られた。

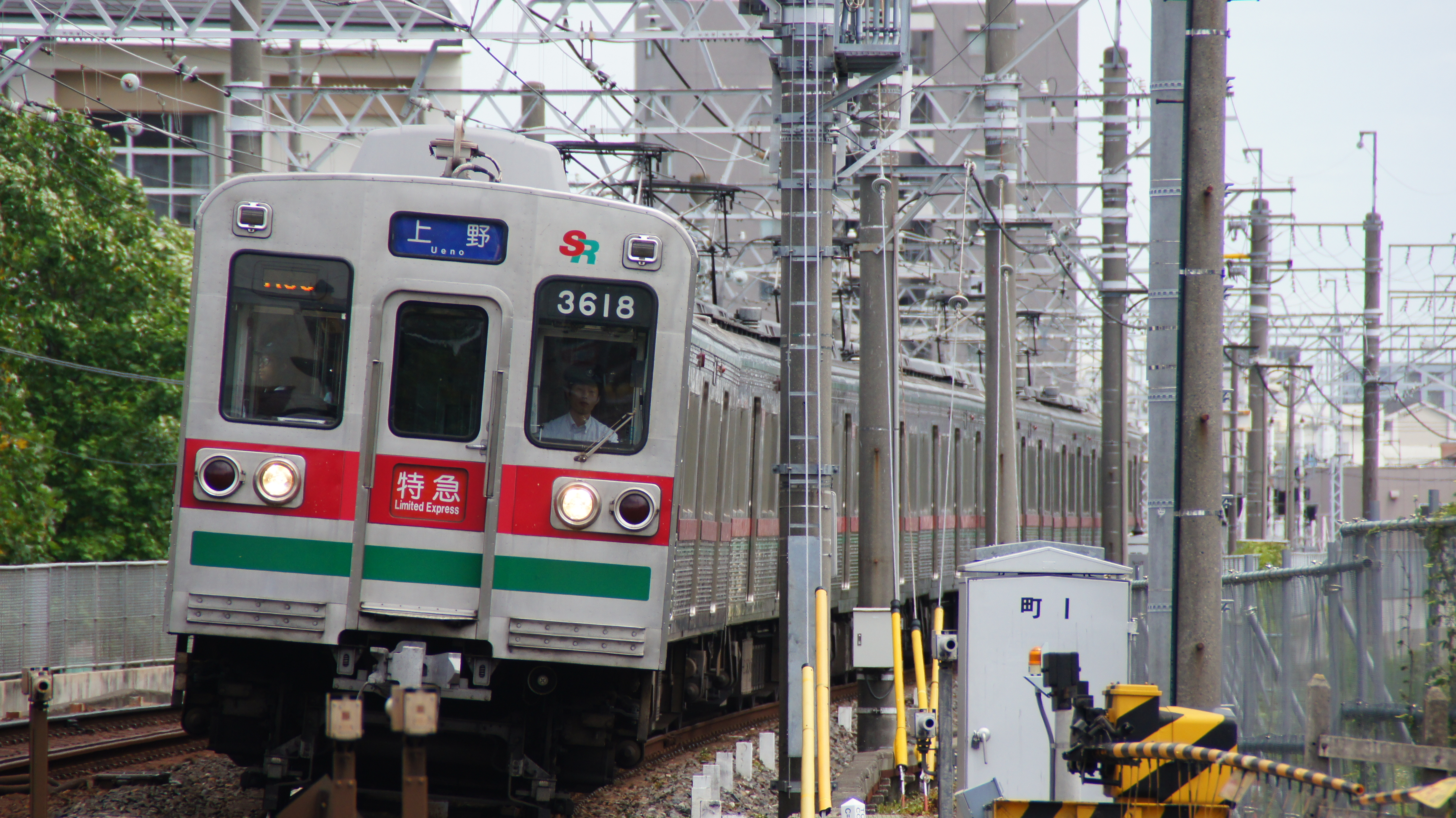
3600形

## 駅一覧
- 全線千葉県内に所在。
- 全列車が各駅に停車する。
- 東成田駅については芝山鉄道の駅番号は振られていない。これは、京成電鉄が押上駅を例外として駅番号の二重付番を行わない方針をとっているためである[9]。

| 駅番号       | 駅名         | 営業キロ     | 接続路線 | 所在地 |
| ------------ | ------------ | ------------ | --- | --- |
| 直通運転区間 | 直通運転区間 | 直通運転区間 | 京成東成田線京成成田駅まで 京成本線京成上野駅まで 京成押上線経由 都営浅草線西馬込駅まで 京成押上線・都営浅草線・京急本線経由京急空港線羽田空港第1・第2ターミナル駅から（下りのみ） | 京成東成田線京成成田駅まで 京成本線京成上野駅まで 京成押上線経由 都営浅草線西馬込駅まで 京成押上線・都営浅草線・京急本線経由京急空港線羽田空港第1・第2ターミナル駅から（下りのみ） |
| (KS44)       | 東成田駅     | 0.0          | 京成電鉄： 東成田線（直通運転：上記参照） | 成田市 |
| SR01         | 芝山千代田駅 | 2.2          | | 山武郡 芝山町 |

## 延伸計画
芝山千代田駅は芝山町の端にある駅であり、蓮沼海岸方面への延伸構想もある。現実にはなかなか計画が進まず、周辺自治体に成田空港と横芝屋形海岸を結ぶ「空港シャトルバス」を「暫定措置」として運行している。